# Carl Heinrich Schultzenstein Schultz
Carl Heinrich Schultzenstein Schultz (Alt Ruppin, 8 de julio de 1798–Berlín, 22 de marzo de 1871) fue un médico, botánico, fisiólogo, micólogo y pteridólogo alemán.
En 1824 obtiene su doctorado en Medicina y Botánica de la Universidad de Berlín, y al año siguiente es habilitado, siendo profesor

## Algunas publicaciones

### Libros
- Über den Kreislauf des Safts in den Pflanzen (sobre el ciclo de la savia de las plantas), 1824
- Die Natur der lebendigen Pflanzen (naturaleza de las plantas vivas), Vol. I 1823, Vol 2 1828
- Natürliches System des Pflanzenreichs nach seiner innern Organisation (sistema natural de las plantas y organización del reino), 1832
- Das System der Zirkulation in seiner Entwickelung durch die Tierreiche und im Menschen (el sistema de circulación en su evolución a través de los animales y el humano), 1836
- Über die Verjüngung des menschlichen Lebens und die Mittel und Wege zu ihrer Kultur (acerca de la renovación de la vida humana y su cultura), 1842, 2ª ed. 1850
- Neues System der Morphologie der Pflanzen (nuevo sistema de la morfología vegetal), 1847
- Ueber Contagien. Neue Beobachtungen an alten Dingen (acerca del contagio. Nuevas observaciones de viejos asuntos). Journ. pract. Heilk. Ed. Berlin, G.Reimer, 1844, 128 pp.
- Die Verjüngung im Pflanzenreich (el rejuvenecimiento en el reino Vegetal), 1851
- Die Verjüngung im Tierreich (el rejuvenecimiento en el reino Animal), 1854
- Leben, Gesundheit, Krankheit, Heilung (la vida, la salud, la enfermedad, la curación), 1863; 2ª ed. 1873
- Die Physiologie der Verjüngung des Lebens im Unterschied von den dynamischen und materialistischen Stoffwechseltheorien (la fisiología del rejuvenecimiento en la dinámica y el metabolismo con las teorías materialistas), 1867

- La abreviatura «Schultz Sch.» se emplea para indicar a Carl Heinrich Schultzenstein Schultz como autoridad en la descripción y clasificación científica de los vegetales.[3]

## Fuente
- Barnhart, JH. 1965. Notas Biográficas sobre Botánicos. G. K. Hall & Co. Boston
- Hoefer, M. 1855. Nouvelle biographie générale depuis les temps les plus reculés jusqu’à nos jours avec les renseignements bibliographiques et l’indication des sources à consulter, tome I. Firmin Didot f. París.